# Gamocarpha polycephala
Gamocarpha polycephala är en calyceraväxtart som beskrevs av Rodolfo Amando Philippi. Gamocarpha polycephala ingår i släktet Gamocarpha och familjen calyceraväxter. Inga underarter finns listade i Catalogue of Life.